# Super Bowl X
O Super Bowl X foi a partida que decidiu a temporada de 1975 da NFL, realizada no Miami Orange Bowl, em Miami, Flórida, no dia 18 de janeiro de 1976. Na decisão, o Pittsburgh Steelers, representante da AFC, bateu o Dallas Cowboys, representante da NFC, por 21 a 17, garantindo o seu segundo título consecutivo e o segundo na história da franquia. O MVP da partida foi o wide receiver do time vencedor, Lynn Swann. Este foi o primeiro Super Bowl onde ambos os participantes já tinham conquistado títulos anteriormente. Outro ponto importante é que o jogo foi disputado no ano do bicentenário da independência dos Estados Unidos, enquanto os jogadores de ambas as equipes usavam patches especiais em suas camisas com o logotipo do bicentenário.
O Super Bowl X apresentou um contraste de estilos de jogo entre os Steelers e os Cowboys, que eram os dois times mais populares da liga. Os Steelers, que dominava a liga com sua defesa chamada de "Steel Curtain" (ou "Curtina de Ferro"), terminou a temporada regular com a melhor campanha da liga (doze vitórias e duas derrotas) e derrotou o Baltimore Colts e o Oakland Raiders nos playoffs. Os Cowboys, com seu bom ataque e defesa "flex", havia se tornado o primeiro time da NFC que veio da repescagem (wild-card) a avançar para o Super Bowl, com uma campanha de 10 vitórias e 4 derrotas, vencendo o Minnesota Vikings e o Los Angeles Rams na pós-temporada.
Perdendo por 10 a 7 no início do quarto período do Super Bowl X, os Steelers conseguiram marcar quatorze pontos seguidos, incluindo uma recepção de 64 jardas para touchdown por Lynn Swann, o wide receiver do Pittsburgh. O Cowboys conseguiram reduzir a diferença para 21 a 17, após um touchdown de recepção de 34 jardas por Percy Howard, mas o safety Glen Edwards do Steelers deteve Dallas no seu drive final com uma interceptação na end zone com o tempo já expirado. Swann, que pegou quatro passas no Super Bowl para um recorde de 161 jardas e mais um touchdown, se tornou o primeiro wide receiver a ser nomeado MVP do Super Bowl.

## Pontuações
- 1º Quarto
- DAL - TD: Drew Pearson, passe de 29 jardas de Roger Staubach (ponto extra: chute de Toni Fritsch) 7-0 DAL
- PIT - TD: Randy Grossman, passe de 7 jardas de Terry Bradshaw (ponto extra: chute de Roy Gerela) 7-7 empate
- 2º Quarto
- DAL - FG: Toni Fritsch, 36 jardas 10-7 DAL
- 3º Quarto
- Não houve pontuação
- 4º Quarto
- PIT - Safety: Reggie Harrison recupera a bola na end zone após o bloqueio de um punt 10-9 DAL
- PIT - FG: Roy Gerela, 36 jardas 12-10 PIT
- PIT - FG: Roy Gerela, 18 jardas 15-10 PIT
- PIT - TD: Lynn Swann, passe de 64 jardas de Terry Bradshaw (ponto extra: chute falhou) 21-10 PIT
- DAL - TD: Percy Howard, passe de 34 jardas de Roger Staubach (ponto extra: chute de Toni Fritsch) 21-17 PIT